# اوبروولتس ومگبونگ
اوبروولتس ومگبونگ (به آلمانی: Oberwölz Umgebung) یک منطقهٔ مسکونی در اتریش است که در مورو واقع شده‌است. اوبروولتس ومگبونگ ۹۴٫۷۸ کیلومتر مربع مساحت دارد ۱٬۱۰۰ متر بالاتر از سطح دریا واقع شده‌است.